# Hamar (Tettsted)
Hamarⓘ ist ein Tettsted und eine Stadt in den norwegischen Kommunen Hamar, Ringsaker und Stange in der Provinz (Fylke) Innlandet. Die Stadt stellt das Verwaltungszentrum der Kommune Hamar sowie des Fylkes Innlandet dar und hat insgesamt 30.030 Einwohner (Stand: 1. Januar 2024).

## Geografie und Einwohner

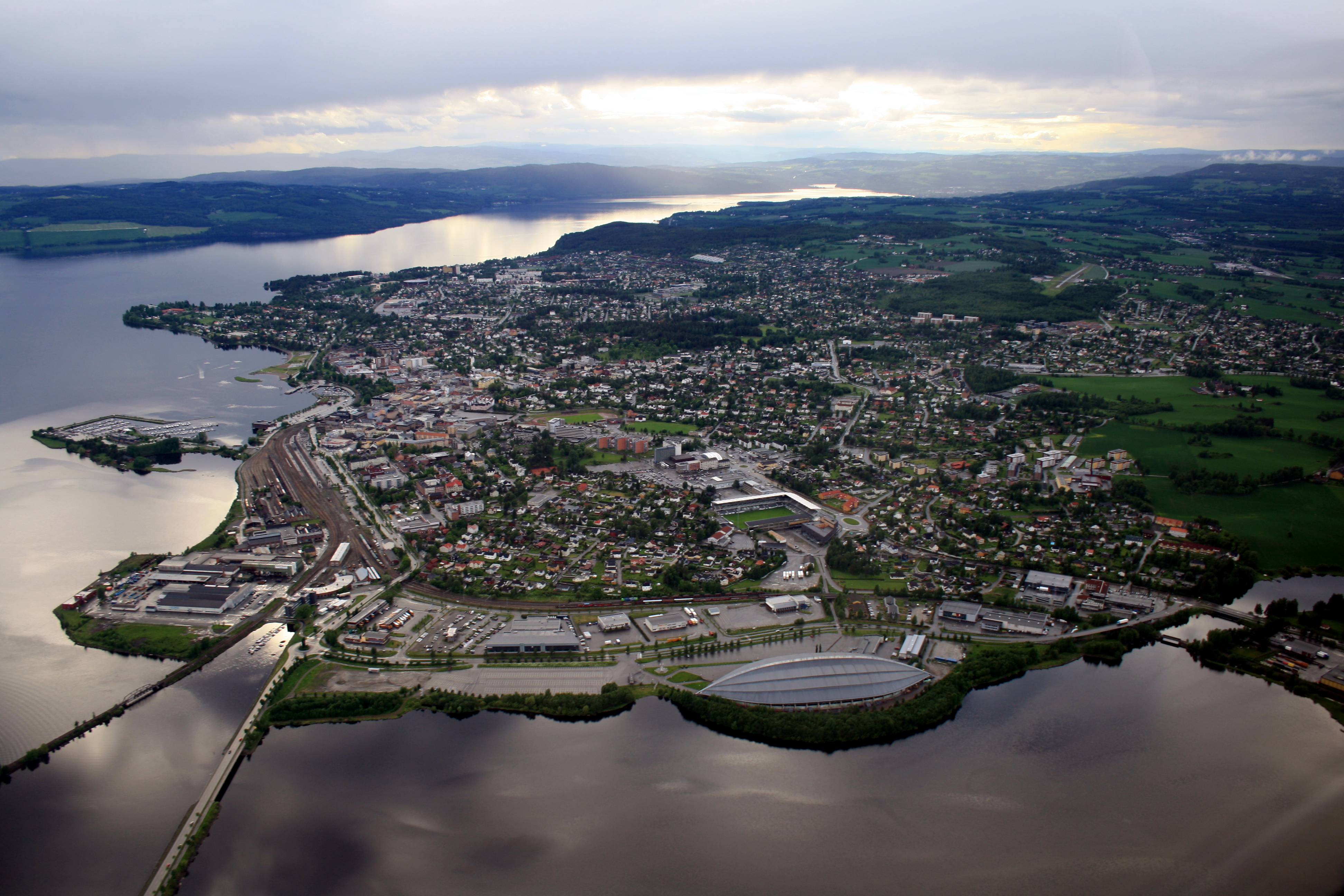
Luftbild von Hamar

Hamar ist ein sogenannter Tettsted, also eine Ansiedlung, die für statistische Zwecke als eine Ortschaft gewertet wird. Der Tettsted verteilt sich über die drei Kommunen Hamar, Ringsaker und Stange. Von den insgesamt 30.030 Einwohnern leben 27.260 Einwohner in Hamar, 2438 in Ringsaker und 332 in Stange (Stand: 1. Januar 2024). Die Stadt Hamar liegt am Ostufer des Sees Mjøsa, dem flächenmäßig größten See Norwegens. In der Kommune Hamar stellt das Stadtgebiet nur das südwestliche Gemeindeareal dar. Der zu Ringsaker gehörende Teil der Stadt liegt im Norden, der zu Stange gehörende im Süden. Die Grenze zwischen Stange und Hamar verläuft in der Mjøsa-Bucht Åkersvika. Von Osten kommend mündet der Fluss Svartelva in die Bucht.
Im Jahr 2000 lebten 27.514 Personen auf 16,56 km² im Tettsted Hamar. Bis ins Jahr 2012 wuchs die Stadt auf 30.921 Einwohner auf 18,23 km² heran. In der Statistik für das Jahr 2013 wurde das zum Tettsted Hamar gerechnete Gebiet verkleinert. So wurde Bekkelaget in der Kommune Stange mit damals 5864 Einwohnern auf 3,26 km² zu einem eigenen Tettsted. Des Weiteren wurde Blæstadgrenda in der Kommune Hamar mit 366 Einwohnern auf einer Fläche von 0,30 km² ausgegliedert. Hamars Fläche ging dadurch auf 13,62 km² zurück, die Einwohnerzahl auf 26.004 Personen. Anschließend begann die Zahl der Einwohner wieder anzusteigen.
| Kommune   | Einwohner 1. Januar 2024 | Fläche 1. Januar 2024 |
| --------- | ------------------------ | --------------------- |
| Hamar     | 27.260                   | 12,21 km²             |
| Ringsaker | 2438                     | 1,7 km²               |
| Stange    | 332                      | 0,3 km²               |
| Gesamt    | 30.030                   | 14,21 km²             |

## Geschichte
Hamar wurde 1152 am Mjøsa als Bischofssitz gegründet. Nach der Gründung des Bischofssitzes wurde im 12. Jahrhundert eine Domkirche gebaut. Es folgten zudem der Bau eines Klosters und einer Schule. Bis zur Reformation entwickelte Hamar sich zu einer florierenden Stadt. Im Rahmen der Reformation wurde das Bistum Hamar mit dem Bistum Oslo zusammengelegt. Dadurch verlor Hamar an Bedeutung. Während des Dreikronenkrieges (auch Nordischer Siebenjähriger Krieg), der von 1563 bis 1570 andauerte, wurde Hamar im Jahr 1567 zudem durch Soldaten des schwedischen Königs niedergebrannt. Für Hamar folgte eine längere Periode des Niedergangs; die Einwohnerzahl ging stark zurück und der Ort verlor seine Marktrechte.
Im Jahr 1849 wurde die Stadt durch eine königliche Resolution erneut als administratives und ökonomisches Zentrum aufgebaut. Ein Jahr zuvor war die Kommune Hamar durch die Abspaltung von Vang entstanden. Die neue Kommune Hamar hatte dabei 1025 Einwohner. Zu Beginn des Wiederaufbaus bestand die heutige Stadt aus nur fünf Häusern. Geplant wurde, durch den Wiederaufbau ein Zentrum für die Landwirte der Gegend zu schaffen. Das Stadtzentrum wurde nach einem Stadtplan aus dem Jahr 1848 gebaut und hat einen Schachbrett-Grundriss. Es verlaufen dabei Straßen parallel zum Seeufer und andere direkt auf das Seeufer zu. Alle parallel zum Mjøsa-Ufer verlaufenden Straßen haben an einer Stelle einen Knick, der der Uferlinie entspricht.
Gegen Ende des 19. Jahrhunderts wuchs Hamar kräftig, nicht zuletzt aufgrund seiner starken Nahrungsmittelindustrie. In den 1850er-Jahren wurde die Brautätigkeit in der Brauerei Hamar bryggeri aufgenommen. Im Jahr 1862 wurde die Eisenbahnstrecke von Hamar nach Grundset eröffnet. Diese war die erst zweite Bahnlinie Norwegens und war Teil des Plans, die Wirtschaft in Hamar zu stimulieren. Zwei Jahre später wurde das Bistum Hamar neu gebildet und der Bau eines neuen Domgebäudes begonnen.
Die Stadt wuchs mit der Zeit über die Gemeindegrenzen hinaus und es wurde politisch versucht, das Stadtgebiet durch Eingemeindungen des umliegenden Areals in die Kommune Hamar zu erweitern. Im Jahr 1946 wurde ein Teil der Kommune Vang mit 4087 Einwohnern und im Jahr darauf ein Teil der Kommune Furnes mit 821 Einwohnern nach Hamar eingemeindet. Zum 1. Januar 1992 fusionierte die Kommune Hamar schließlich mit Vang und Teilen der Kommune Ringsaker. In den 1970er-Jahren weitete sich die Stadt vor allem in westlicher Richtung aus, später ging das Wachstum überwiegend in nördliche Richtung in die Kommune Ringsaker über. Durch die Gründung der Hochschule Hedmark im Jahr 1994 wurde Hamar eine Universitätsstadt. Bis zum 31. Dezember 2019 gehörte Hamar der damaligen Provinz Hedmark an. Diese ging im Zuge der Regionalreform in Norwegen in die zum 1. Januar 2020 neu geschaffene Provinz Innlandet über. Nachdem die Stadt Hamar bereits Verwaltungszentrum von Hedmark gewesen war, wurde es auch im neu gegründeten Fylke erneut zum Verwaltungszentrum.

## Verkehr
Die Europastraße 6 (E6) führt in Nord-Süd-Richtung im Osten der Stadt vorbei. Die E6 stellt Richtung Norden unter anderem die Verbindung zu den beiden in der Kommune Ringsaker gelegenen Städten Brumunddal und Moelv und weiter nördlich zu Lillehammer her. Richtung Süden führt die Straße in den Großraum Oslo. Der Riksvei 25 führt aus dem Süden der Stadt in den Osten zum Riksvei 3.
In Hamar treffen die beiden Bahnlinien Dovrebanen und Rørosbanen aufeinander. Die Linie Dovrebanen verläuft aus Oslo in den Norden Richtung Hamar und von dort weiter in den Nordwesten. Die Bahnstrecke Rørosbanen führt von Hamar in den Osten nach Elverum. Der Bahnhof von Hamar wurde 1862 eröffnet. Die Entfernung zum Osloer Hauptbahnhof Oslo Sentralstasjon (Oslo S) beträgt etwa 127 Schienenkilometer.

## Kirchen

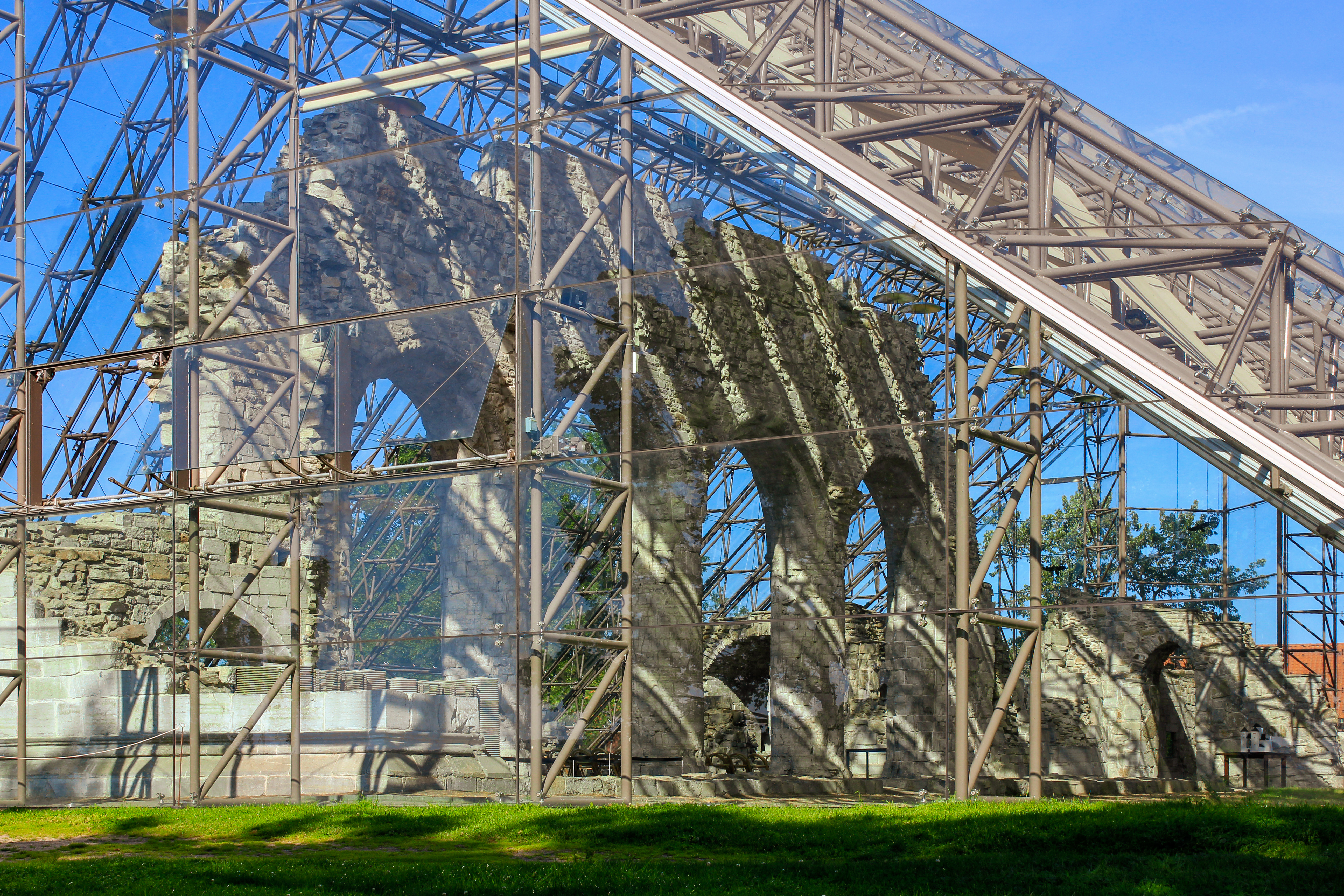
Reste der alten Domkirche im Schutzgebäude

Der Dom zu Hamar (norwegisch Hamar Domkirke) ist die Bischofskirche des evangelisch-lutherischen Bistums Hamar. Der Dom wurde 1866 erbaut. Als Architekt war Heinrich Ernst Schirmer im Einsatz. Die Storhamar kirke ist eine Kirche in der Stadt Hamar aus dem Jahr 1975. Der alte Dom von Hamar war beim Stadtbrand im Jahr 1567 beschädigt und danach nicht mehr genutzt worden. Die Reste des Gebäudes aus dem 12. Jahrhundert verfielen mit der Zeit immer stärker. Im Jahr 1985 kam die Denkmalbehörde Riksantikvaren zu dem Schluss, dass der Verfall der alten Domruine durch ein Schutzgebäude aufgehalten werden sollte. Im für das Schutzgebäude ausgerufenen Architektenwettbewerbs gewann ein Entwurf des Architekten Kjell Lund. Das Schutzgebäude wurde schließlich 1998 fertiggestellt. Die Ruine ist Teil des Museums Domkirkeodden, welches zum Anno Museum gehört.

## Sport
Im Zentrum der Stadt liegt die Eisschnelllaufhalle Vikingskipet. Diese wurde für die Olympischen Winterspiele 1994, die in Lillehammer stattfanden, erbaut. Die Halle wird auch für andere Sportarten und unter anderem Messen genutzt.

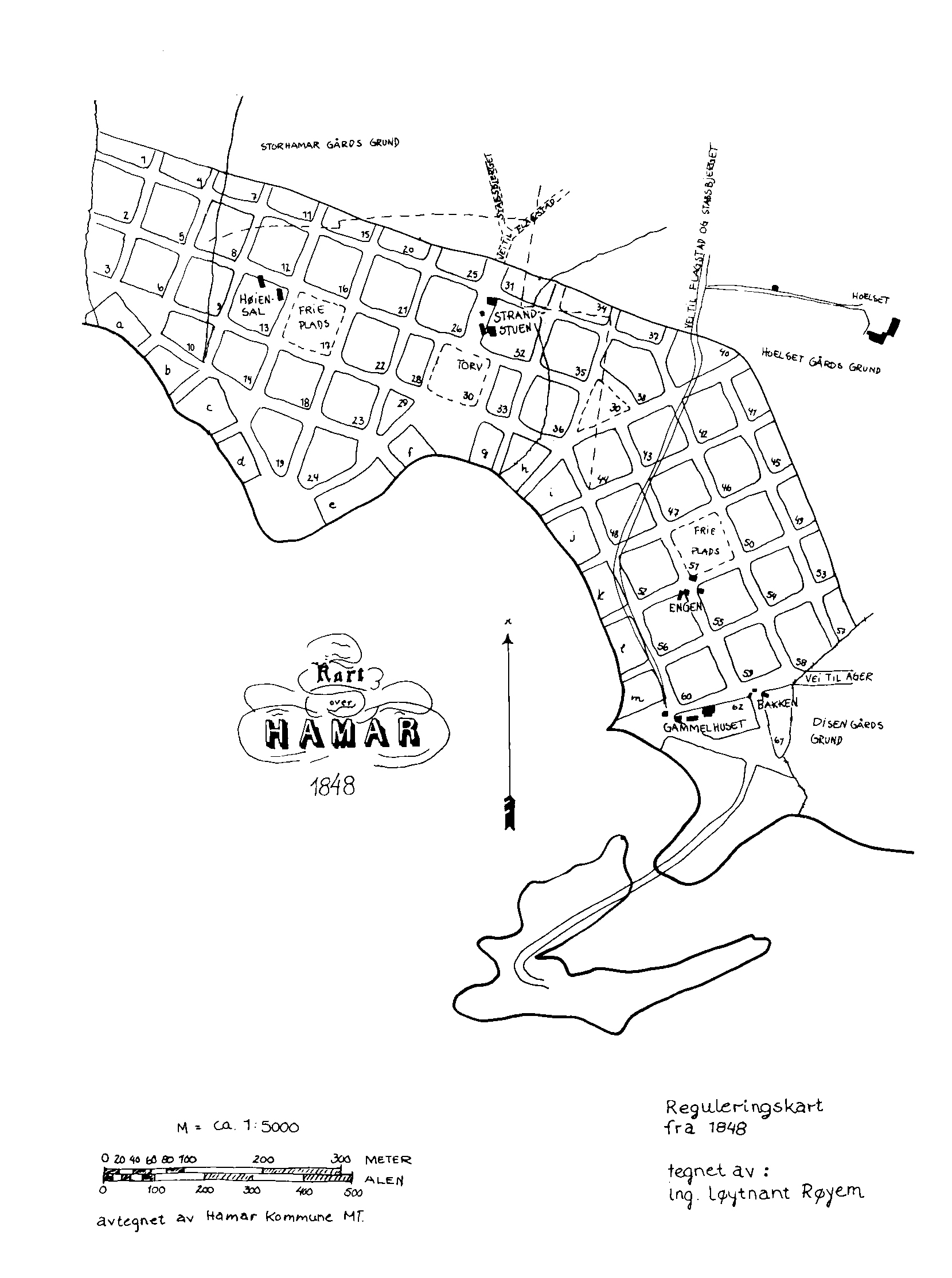
Stadtplan von Hamar, 1848
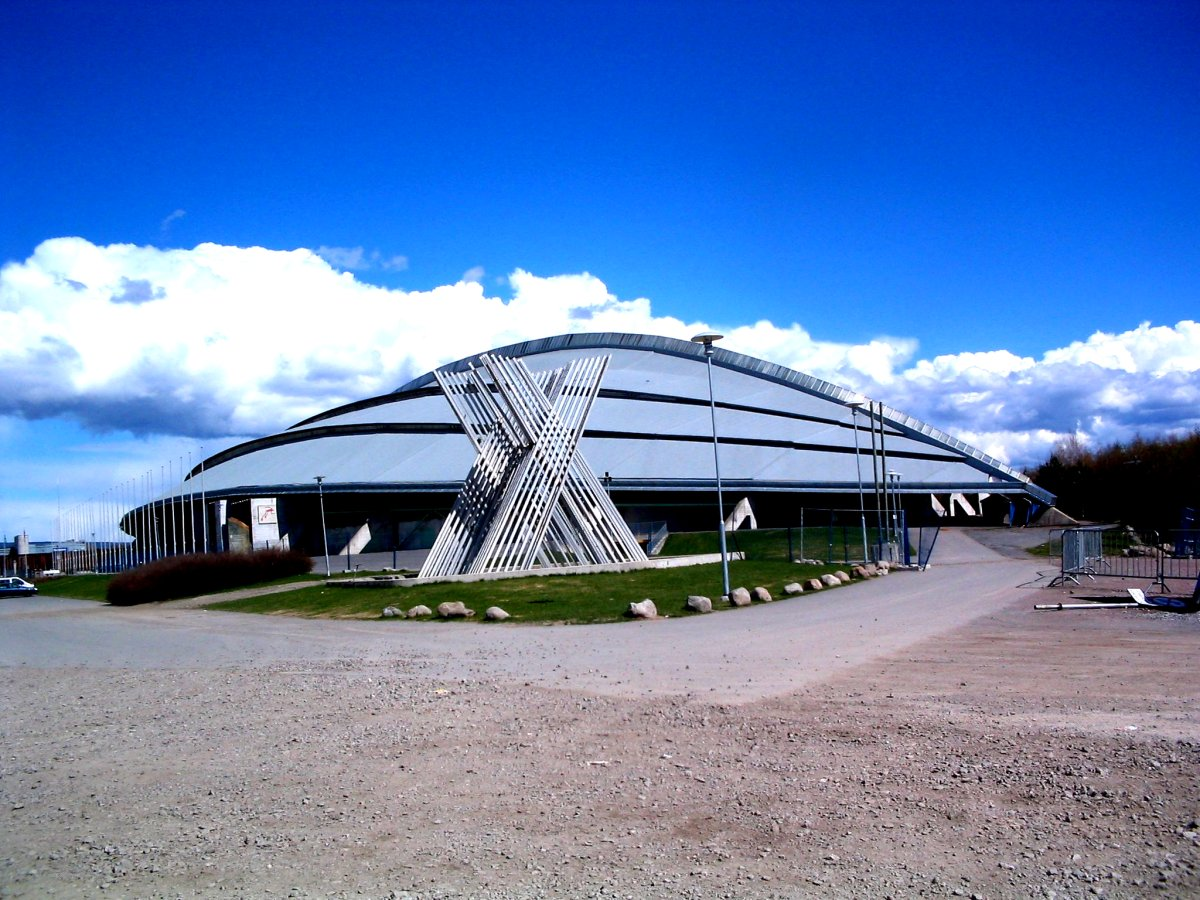
Vikingskipet